# Hanover (Minnesota)
Hanover város az USA Minnesota államában, Hennepin és Wright megyében. Lakosainak száma 3548 fő (2020. április 1.).

## Népesség
A település népességének változása:
| Lakosok száma | 1355 | 609  | 3548 |
|               | 2000 | 2010 | 2020 |